# Svislač (Minská oblast)
Svislač (bělorusky Свіслач, rusky Свислочь – Svisloč, polsky Świsłocz) je sídlo městského typu v Minské oblasti v Bělorusku. Leží na pravém břehu Svislače, přítoku Bereziny v povodí Dněpru, necelých čtyřicet kilometrů jihovýchodně od Minsku. V roce 2016 v něm žilo bezmála čtyři tisíce obyvatel.
Vznikl jako plánované sídlo v šedesátých letech dvacátého století za účelem těžby ozokeritu. Sídlem městského typu je od roku 1986.